# Saint-Palais-de-Phiolin
Saint-Palais-de-Phiolin ist eine französische Gemeinde mit 214 Einwohnern (Stand 1. Januar 2022) im Département Charente-Maritime in der Region Nouvelle-Aquitaine (vor 2016 Poitou-Charentes); sie gehört zum Arrondissement Jonzac und zum Kanton Pons. Die Einwohner werden Saint-Palaisiens genannt.

## Geographie
Saint-Palais-de-Phiolin liegt etwa 30 Kilometer südsüdöstlich von Saintes. Umgeben wird Saint-Palais-de-Phiolin von den Nachbargemeinden Saint-Quantin-de-Rançanne im Norden, Belluire im Nordosten und Osten, Mosnac im Osten und Südosten, Saint-Genis-de-Saintonge im Südosten und Süden, Bois im Süden sowie Champagnolles im Westen.
Durch die Gemeinde führt die Autoroute A10. 

## Bevölkerungsentwicklung
| Jahr                       | 1962 | 1968 | 1975 | 1982 | 1990 | 1999 | 2006 | 2019 |
| Einwohner                  | 306  | 264  | 261  | 235  | 219  | 218  | 241  | 207  |
| Quellen: Cassini und INSEE |      |      |      |      |      |      |      |      |

## Sehenswürdigkeiten
- Kirche Saint-Pallais, seit 1913 Monument historique

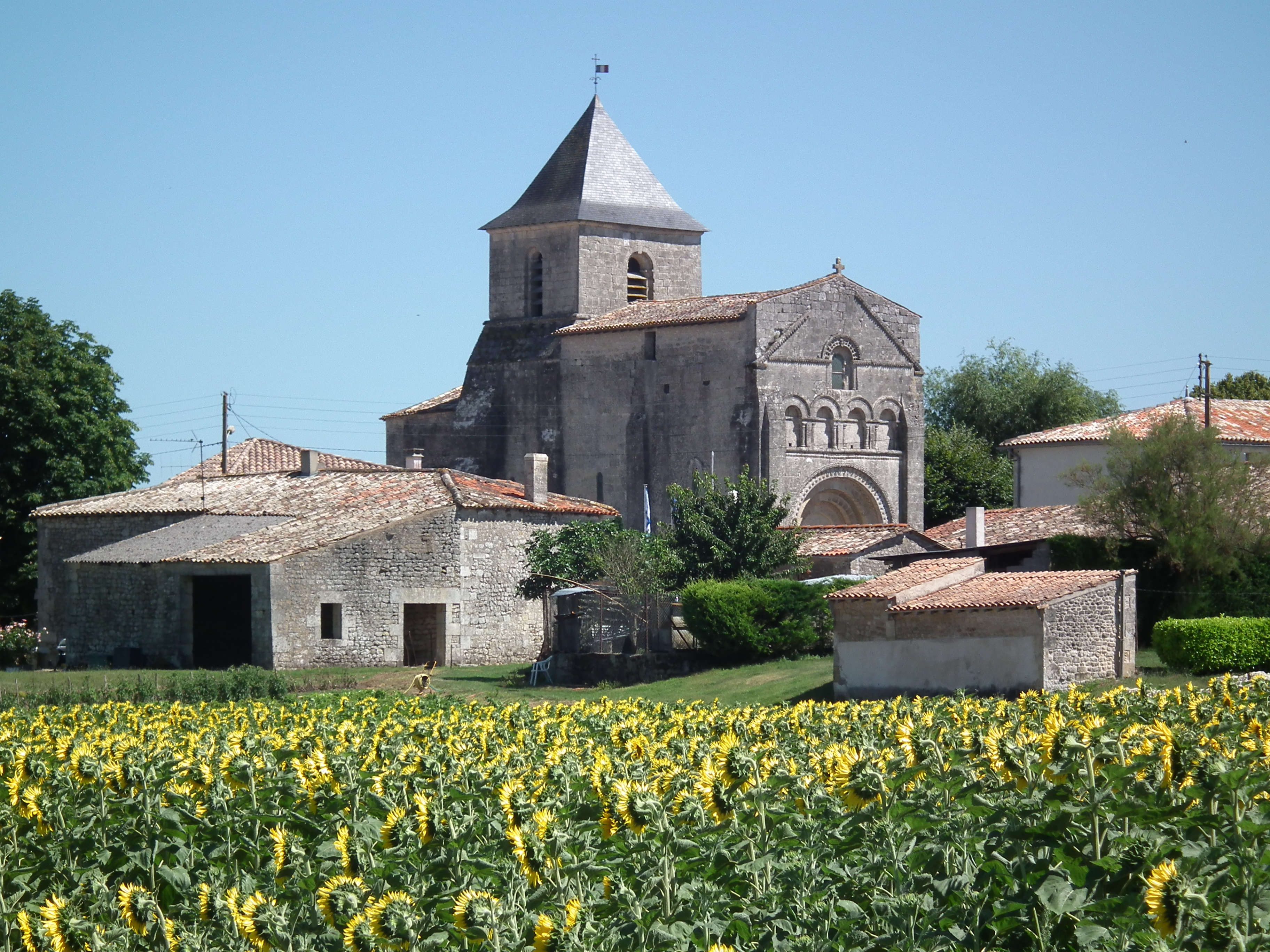
Kirche Saint-Pallais
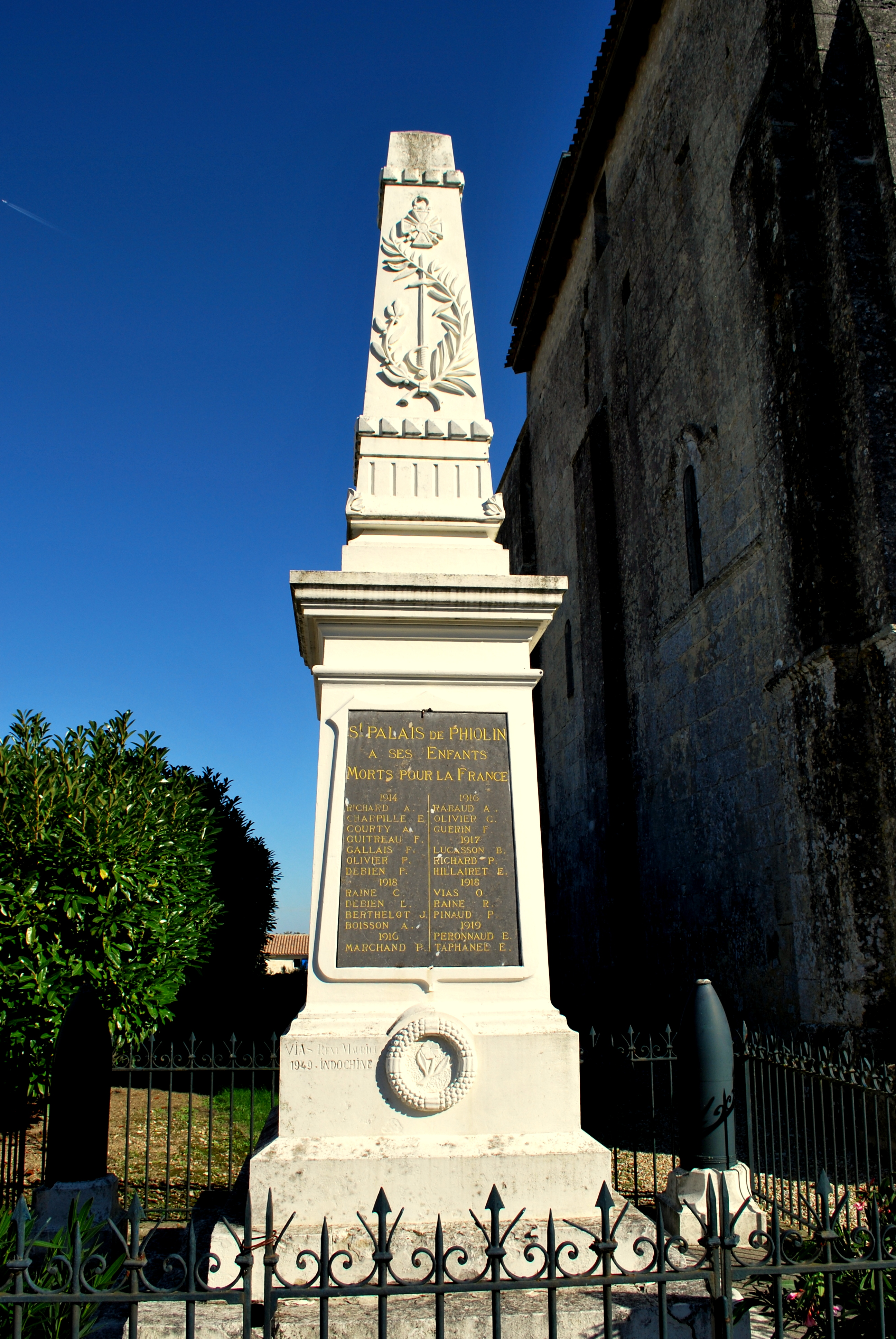
Gefallenendenkmal
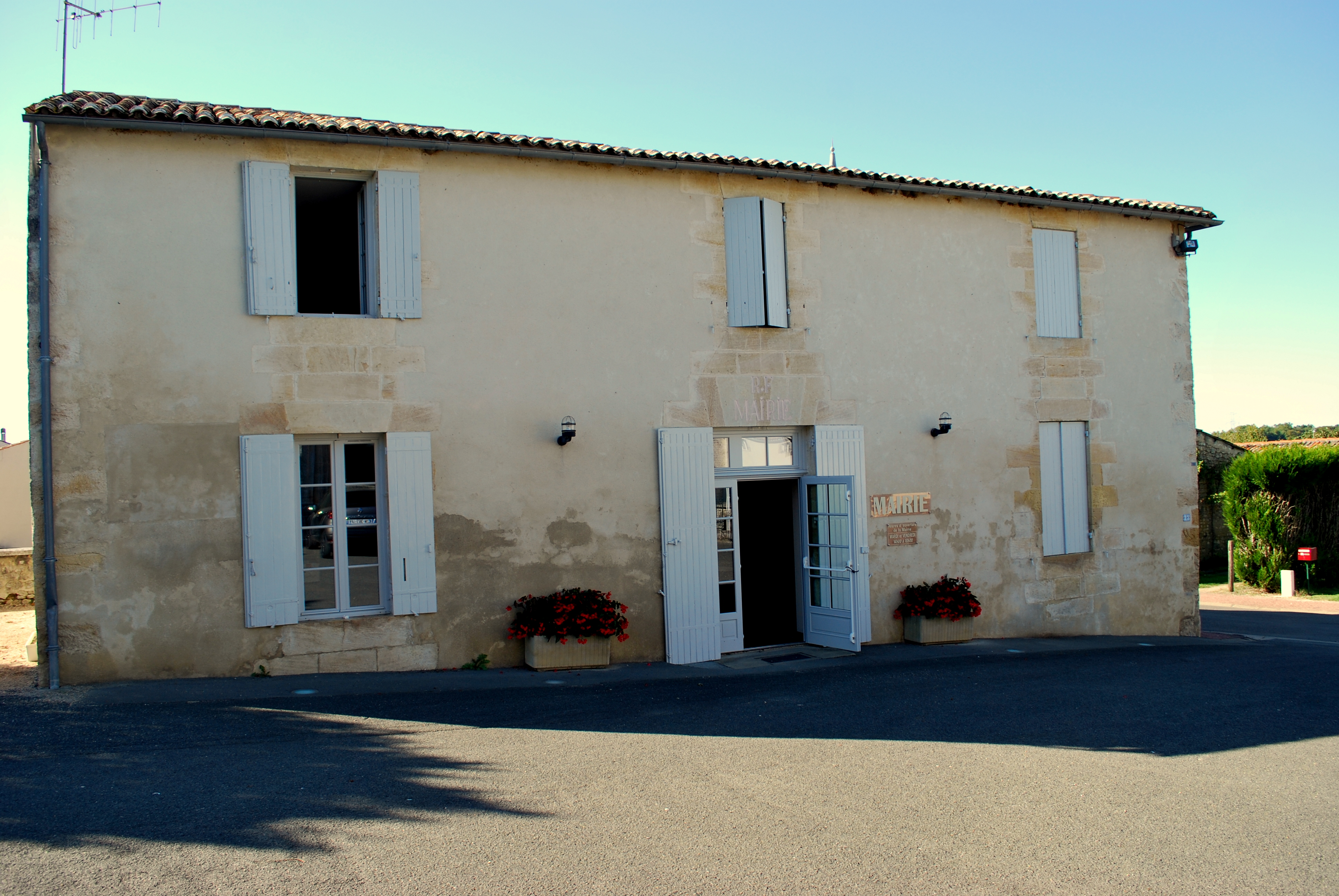
Rathaus (mairie)

## Persönlichkeiten
- Marcel Ulrich (1880–1933), Ingenieur